# Megan Tapper
Megan Tapper (* 18. März 1994 in Kingston als Megan Simmonds) ist eine jamaikanische Hürdenläuferin, die sich auf den 100-Meter-Hürdenlauf spezialisiert hat. 2021 gewann sie eine Bronzemedaille bei den Olympischen Spielen in Tokio.

## Sportliche Laufbahn
Erste internationale Erfahrungen sammelte Megan Tapper bei den CARIFTA-Games, benannt nach der Caribbean Free Trade Association (CARIFTA), 2010 in George Town, bei denen sie in 13,64 s siegreich war. Anschließend siegte sie in 14,32 s auch bei den Zentralamerika- und Karibik-Juniorenmeisterschaften in Santo Domingo und wurde bei den erstmals ausgetragenen Olympischen Jugendspielen in Singapur in 13,62 s Vierte. Bei den CARIFTA-Games 2011 in Montego Bay kam sie im Finale nicht ins Ziel und belegte bei den Jugendweltmeisterschaften nahe Lille in 13,78 s den sechsten Platz. 2013 siegte sie bei den CARIFTA-Games in Nassau in 13,89 s ein letztes Mal. 2014 gewann sie bei den U23-NACAC-Meisterschaften in Kamloops in 13,06 s die Silbermedaille im Hürdenlauf sowie in 45,90 s die Bronzemedaille mit der jamaikanischen 4-mal-100-Meter-Staffel. 2016 qualifizierte sie sich für die Olympischen Spiele in Rio de Janeiro, bei denen sie mit 12,95 s im Halbfinale ausschied. 2017 nahm sie an den Weltmeisterschaften in London teil, bei denen sie mit 12,93 s ebenfalls im Halbfinale ausschied. Im Jahr darauf nahm sie erstmals an den Commonwealth Games im australischen Gold Coast teil und wurde dort in 13,18 s Siebte. Bei den IAAF World Relays 2019 in Yokohama siegte sie in 55,47 s in der Hürden-Pendelstaffel im Vorlauf und ging im Finale nicht mehr an den Start. Im August startete sie bei den Panamerikanischen Spielen in Lima und gewann dort in 13,01 s die Bronzemedaille hinter der Costa-Ricanerin Andrea Vargas und Chanel Brissett aus den Vereinigten Staaten. Im Oktober erreichte sie bei den Weltmeisterschaften in Doha das Finale, in dem sie ihr Rennen aber nicht beenden konnte. 2021 qualifizierte sie sich für die Olympischen Sommerspiele in Tokio und gelangte dort bis ins Finale, in dem sie in 12,55 s die Bronzemedaille hinter der Puerto-Ricanerin Jasmine Camacho-Quinn mit 12,37 s und der US-Amerikanerin Kendra Harrison mit 12,52 s gewann. Anschließend wurde sie beim Meeting de Paris in 12,66 s Dritte und auch beim Memorial Van Damme lief sie nach 12,77 s auf Rang drei ein, wie auch bei Weltklasse Zürich mit 12,55 s.
2022 gelangte sie bei den Weltmeisterschaften in Eugene bis ins Halbfinale und schied dort mit 12,52 s aus, ehe sie bei den Commonwealth Games in Birmingham in 12,67 s den vierten Platz belegte. Daraufhin gewann sie bei den NACAC-Meisterschaften in Freeport in 12,68 s die Silbermedaille über die Hürden hinter der US-Amerikanerin Alaysha Johnson und sicherte sich dort zudem in 43,39 s gemeinsam mit Natalliah Whyte, Natasha Morrison und Briana Williams die Bronzemedaille in der 4-mal-100-Meter-Staffel hinter den Teams aus den Vereinigten Staaten und den Bahamas. Im Jahr darauf siegte sie in 12,74 s beim NACAC New Life Invitational sowie im Juli in 12,69 s beim Meeting Madrid. Im August schied sie bei den Weltmeisterschaften in Budapest mit 12,55 s im Halbfinale aus. 2024 schied sie bei den Hallenweltmeisterschaften in Glasgow mit 8,00 s im Semifinale über 60 m Hürden aus. 
In den Jahren 2016, 2021 und 2023 wurde Tapper jamaikanische Meisterin im 100-Meter-Hürdenlauf.

## Persönliche Bestzeiten
- 100 m Hürden: 12,44 s (0,6 m/s), 8. Juli 2023 in Kingston
  - 60 m Hürden (Halle): 7,98 s, 11. Februar 2024 in New York City